# Croton barahonensis
Croton barahonensis là một loài thực vật thuộc chi Ba đậu, họ Thầu dầu. Loài này mọc ở trên đảo Hispaniola của Cộng hòa Dominica.